# 奧澤龍湖
56°01′00″N 31°02′04″E / 56.01667°N 31.03444°E
奧澤龍湖（俄语：Озерон），是俄羅斯的湖泊，位於該國西北部，由普斯科夫州負責管轄，處於庫尼亞區，面積3.1平方公里，集水區面積207.07平方公里，平均水深1.8米，最大水深3.8米。